# Juan Bauzá
Juan Francisco Bauza (Gualeguaychú, Provincia de Entre Ríos, Argentina; 3 de mayo de 1996) es un futbolista argentino. Juega de delantero o mediocampista y su equipo actual es el Club Atlético Nacional de Colombia.

## Trayectoria

### Inferiores y Colón de Santa Fe
Surgió de las inferiores de Central Entrerriano, de allí pasaría a Colón de Santa Fe. En agosto de 2016, Paolo Montero lo incorporó al plantel de primera, en esta primera etapa del torneo fue nueve veces al banco de suplentes y pudiendo debutar en su tercer partido el 22 de octubre de 2016, ingresando a los 58 minutos por Adrián Bastía, fecha que el local recibía a Patronato de Paraná. A partir de 2017 se afianzó al primer equipo, firmando de esta manera su primer contrato como profesional.

### Juventud Unida de Gualeguaychú y Gimnasia de Mendoza
En agosto de 2017, Juventud Unida de Gualeguaychú arregló un préstamo con Colón de Santa Fe (dueño de su ficha) para que Juanfra disputara la Primera B Nacional 2017-18, temporada en la que meses después terminó descendiendo con dicho club. En julio de 2018, fue cedido a Gimnasia y Esgrima de Mendoza para disputar la Primera B Nacional 2018-19.

## Estadísticas
| Colón Argentina                      |               |               |    |   |   |    |    |      |      |
| 1.ª                                  | 2016-17       | 4             | 0  | — | — | 4  | 0  | 0,00 |      |
| Total club                           | Total club    | 4             | 0  | 0 | 0 | 4  | 0  | 0,00 |      |
| Juventud Unida (G) Argentina         |               |               |    |   |   |    |    |      |      |
| 2.ª                                  | 2017-18       | 19            | 2  | 1 | 0 | 20 | 2  | 0,10 |      |
| Total club                           | Total club    | 19            | 2  | 1 | 0 | 20 | 2  | 0,10 |      |
| Gimnasia (M) Argentina               |               |               |    |   |   |    |    |      |      |
| 2.ª                                  | 2018-19       | 21            | 1  | 1 | 0 | 22 | 1  | 0,05 |      |
| Total club                           | Total club    | 21            | 1  | 1 | 0 | 22 | 1  | 0,05 |      |
| Górnik Zabrze · Polonia              |               |               |    |   |   |    |    |      |      |
| 1.ª                                  | 2019-20       | 6             | 0  | 1 | 0 | 7  | 0  | 0,00 |      |
| Total club                           | Total club    | 6             | 0  | 1 | 0 | 7  | 0  | 0,00 |      |
| Górnik Zabrze II · Polonia           |               |               |    |   |   |    |    |      |      |
| 3.ª                                  | 2019-20       | 4             | 1  | - | - | 4  | 1  | 0,25 |      |
| Total club                           | Total club    | 4             | 1  | - | - | 4  | 1  | 0,25 |      |
| Miercurea Ciuc · Rumania             |               |               |    |   |   |    |    |      |      |
| 2.ª                                  | 2019-20       | 3             | 0  | - | - | 3  | 0  | 0,00 |      |
| 2.ª                                  | 2020-21       | 4             | 2  | - | - | 4  | 2  | 0,50 |      |
| Total club                           | Total club    | 7             | 2  | - | - | 7  | 2  | 0,28 |      |
| Total carrera                        | Total carrera | Total carrera | 61 | 6 | 3 | 0  | 64 | 6    | 0,09 |
| (1) Incluye datos de Copa Argentina. |               |               |    |   |   |    |    |      |      |